# Max Sievers

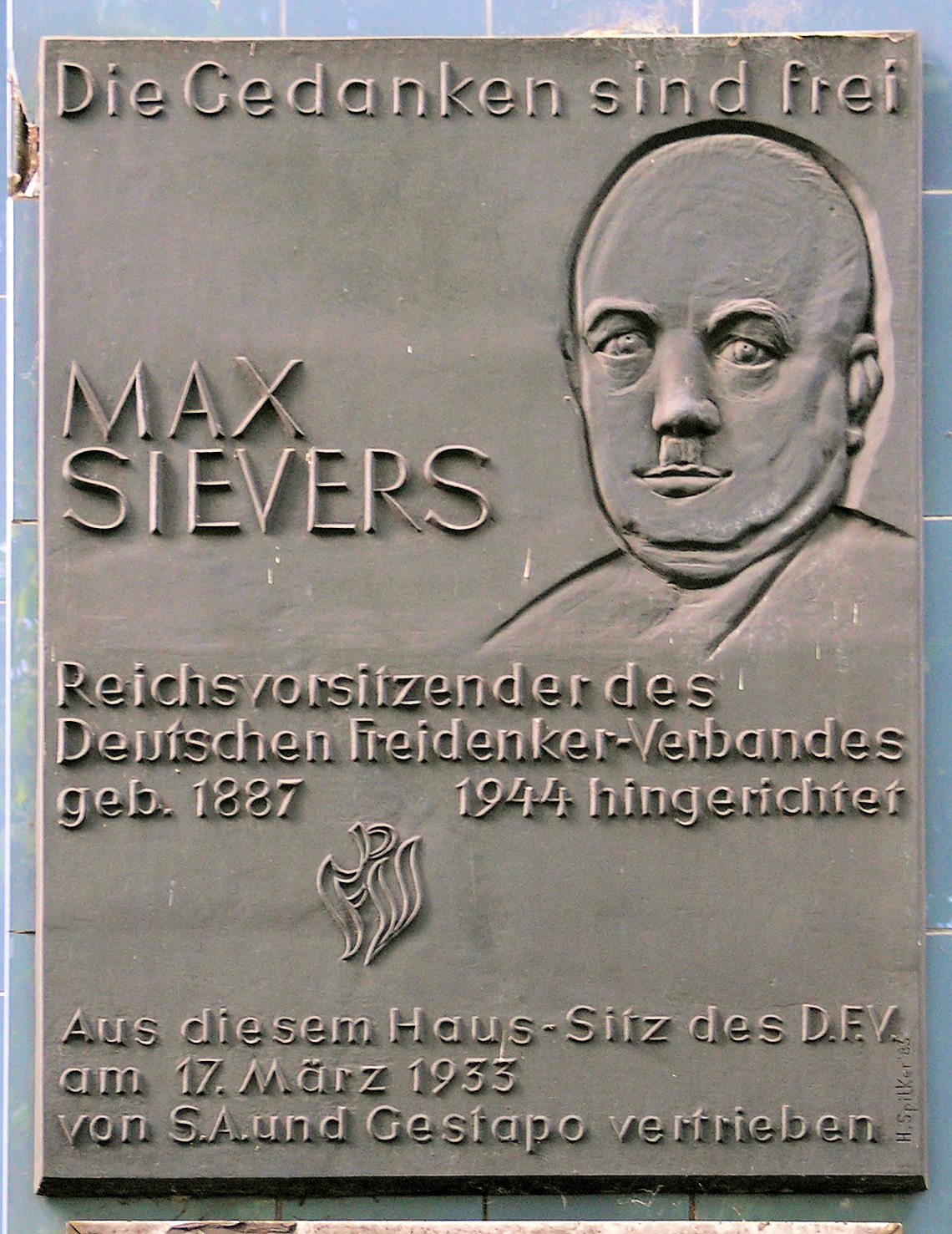
Minnestavla för Max Sievers på Gneisenaustrasse 41 i Berlin-Kreuzberg.

Max Sievers, född 11 juni 1887 i Berlin, avrättad den 17 januari 1944 i koncentrationslägret i Brandenburg an der Havel, var en tysk politisk aktivist och fritänkare. Han var ordförande för det Tyska Fritänkarförbundet, och aktiv motståndare till den nazityska regimen. 

## Biografi

### Tidiga år
Sievers växte upp i en arbetarfamilj i Berlin. Under det första världskriget kallades Sievers i januari 1915 mot sin vilja in till den tyska armén och sårades allvarligt. Efter kriget engagerade han sig politiskt, bland annat som redaktör för Arbeiter-Rat, och anslöt sig 1919 till Unabhängige Sozialdemokratische Partei Deutschlands (USPD). 1920 gick han vidare till KPD, där han periodvis var centralsekreterare.  Redan 1921 lämnade han partiet och sökte sig till den kortlivade Kommunistische Arbeitsgemeinschaft (KAG), vars verkställande utskott han tillhörde. 
1922 blev Sievers ledare för den 1905 grundade föreningen Verein der Freidenker für Feuerbestattung (VdFfF) (Fritänkarnas förening för kremering), och denna organisation politiserades efterhand av Sievers. Han började 1925 publicera tidskriften Der Freidenker, blev 1927 nationell ordförande för de tyska fritänkarna och anslöt sig till SPD. Fritänkarna hade 1930 mer än 600 000 medlemmar.

### Kampen mot nazismen
Efter riksdagshusbranden den 27 februari 1933 häktades Sievers av den nazistiska regimen. Han frigavs oväntat i april och emigrerade till Bryssel. Den 23 augusti 1933 fråntogs Sievers sitt tyska medborgarskap - han var en av de 33 framträdande motståndare till nazismen som var med på den allra första listan över tyskar som berövades sitt medborgarskap av naziregimen. Andra personer på den första listan var författarna Lion Feuchtwanger, Kurt Tucholsky och Heinrich Mann samt kommunistledaren Wilhelm Pieck.
Sievers arbetade under tiden vidare mot naziregimen, tills vidare genom den i det franskockuperade Saarbrücken utgivna Der Freidenker. Efter folkomröstningen i Saarland 1935 återanslöts området till Tyskland, och Sievers lämnade området. Han publicerade nu från Bryssel Sievers-Korrespondenz (SIKO) och från 1937 veckotidningen Freies Deutschland. Alla dessa publikation spreds illegalt i Tyskland. 
I boken Unser Kampf gegen das Dritte Reich (1939) beskriver Sievers ett närmast socialdemokratiskt styrelseskick som han anser skulle ta vid efter den krossade nazismen. Han kritiserade skarpt SPD:s och KPD:S politik före 1933.
I februari 1939 emigrerade paret Sievers till USA. De återvänder ett halvår senare för att ta farväl av hustruns döende mor, men får sedan inte återvända till USA och vägrats även visum till Schweiz. 
Den 17 maj 1940 ockuperade Wehrmacht Bryssel och Sievers häktades. Han lyckades fly och gömde sig med sin belgiska hustru i Chèrenge i Nordfrankrike. Den 3 juni 1943 häktades han av Gestapo och dömdes den 17 november 1943 av Volksgerichtshof under domaren Roland Freisler till döden för "förberedelser till högförräderi med gynnande av fienden". Den 17 januari 1944 avrättades Max Sievers. 